# Petovia amatonga
Petovia amatonga är en fjärilsart som beskrevs av Vuillot 1892. Petovia amatonga ingår i släktet Petovia och familjen mätare. Inga underarter finns listade i Catalogue of Life.